# Sitecore
Sitecore es un sistema de gestión de contenido web y la experiencia del cliente empresa de software de gestión que ofrece el sitio web de la empresa, intranet, portal y software de automatización de marketing. La empresa fue fundada en 2001 y tiene oficinas en Australia, Dinamarca, Suecia, Canadá, Alemania, Japón, Países Bajos, Nueva Zelanda, Reino Unido, Ucrania y Estados Unidos.
El software de Sitecore se basa en Microsoft. NET 3.5/4.0. El contenido se puede almacenar como XML u objetos .NET y Sitecore CMS puede utilizar Microsoft SQL Server u Oracle Database para su almacenamiento de base de datos. Sitecore también permite el despliegue a través de Microsoft Azure.  La versión 7 de Sitecore fue lanzado en mayo de 2013.
El Developer Network Sitecore, También conocido como SDN, es un recurso técnico para los desarrolladores y administradores. Software, documentación de productos y foros de soporte están disponibles en SDN. La biblioteca Sitecore Shared Source permite a los desarrolladores distribuir el código fuente en su comunidad.
Sitecore ha recibido el reconocimiento de la industria incluyendo Red Herring Europe Top 100, 2011 Forrester Wave WCM para Online Customer Experience, Web Marketing Association WebAward 2009,, 2013 Gartner Magic Quadrant para Gestión de Contenidos Web, y EContent Magazine Top 100 Companies that Matter Most.